# Pterostichus glaferi
Pterostichus glaferi is een keversoort uit de familie van de loopkevers (Carabidae). De wetenschappelijke naam van de soort is voor het eerst geldig gepubliceerd in 1996 door O.Berlov & E.Berlov.